# Roberto Mazzoleni
Roberto Mazzoleni (né le 29 mars 1964) est un athlète italien, spécialiste du 400 mètres.

## Biographie
Il remporte la médaille d'argent du relais 4 × 400 m lors des Championnats du monde en salle 1995, à Barcelone, associé à Fabio Grossi, Andrea Nuti et Ashraf Saber. L'Italie, qui établit le temps de 3 min 09 s 12, est devancée par l'équipe des États-Unis. 

### Palmarès
| Date | Compétition                    | Lieu      | Résultat | Épreuve   |
| ---- | ------------------------------ | --------- | -------- | --------- |
| 1995 | Championnats du monde en salle | Barcelone | 2e       | 4 × 400 m |